# Шейка (Брянская область)
Шейка — посёлок в Жирятинском районе Брянской области, в составе Морачёвского сельского поселения. 
 Расположен в 3 км к северо-западу от села Морачёво. Постоянное население с 1980-х гг. отсутствует.

## История
Возник в начале XX века как хутор. До 1954 года входил в Столбянский сельсовет, в 1954—1985 гг. — в Быковичский.
При временном расформировании Жирятинского района (1932—1939, 1957—1985) — в Жуковском районе.
| Годы      | 1926 | 1979 | 1989 | 2002 | 2010 |
| --------- | ---- | ---- | ---- | ---- | ---- |
| Население | 134  | 25   | 0    | 0    | 0    |